# Музей Марка Шагала (Витебск)

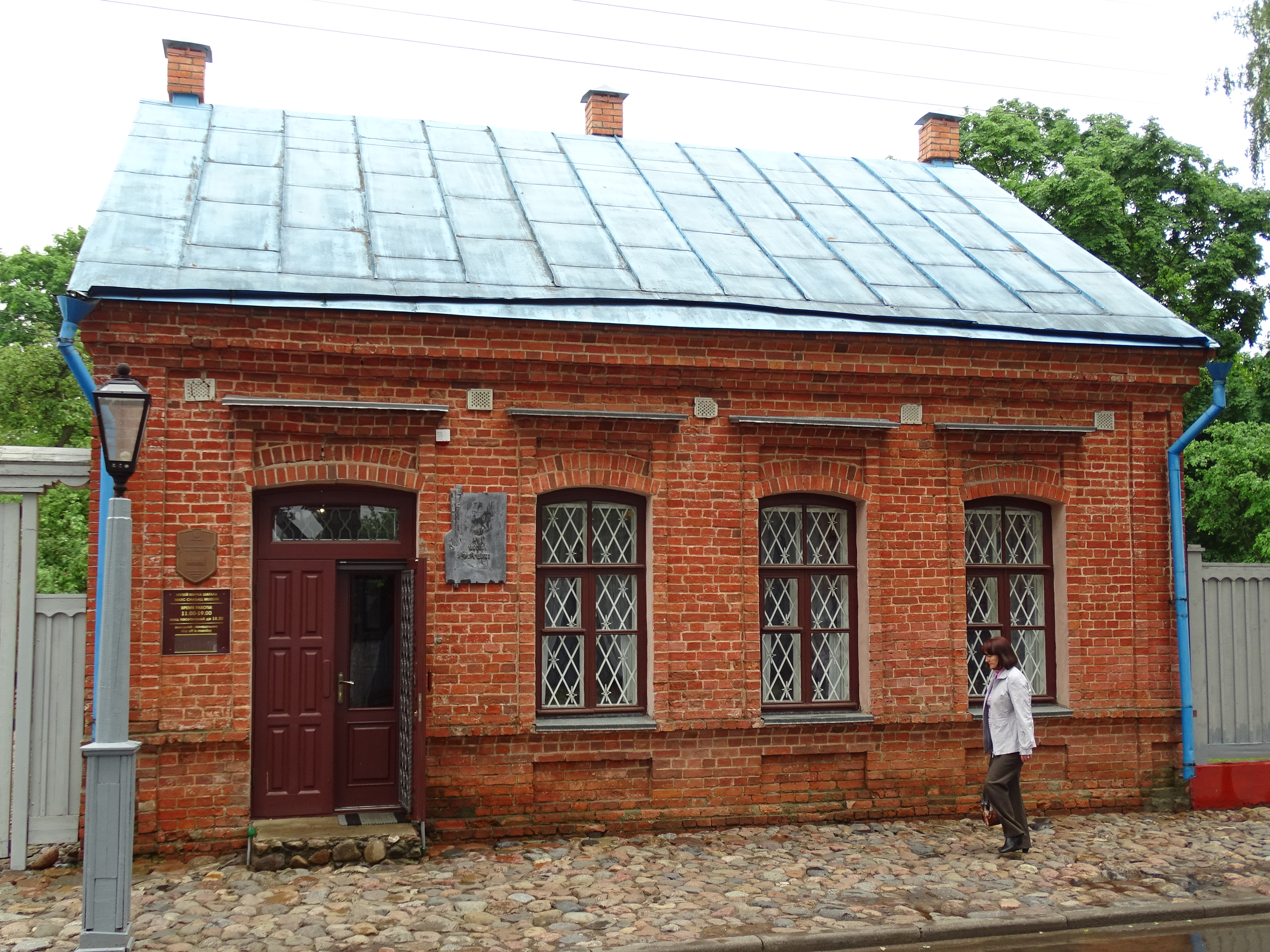
Дом-музей Марка Шагала

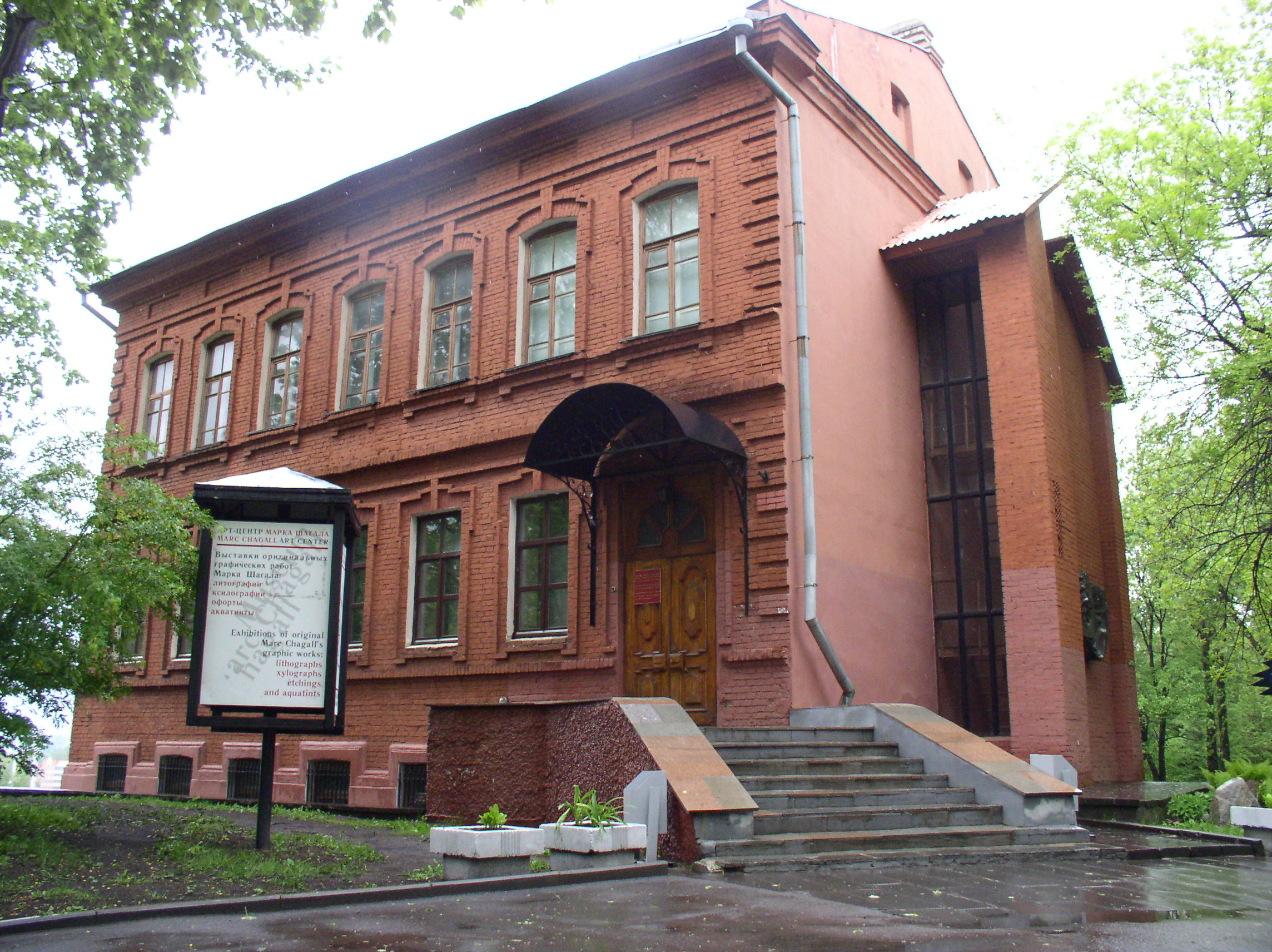
Арт-центр Марка Шагала

Памятник Марку Шагалу во дворе его дома (скульптор В. Могучий)

Памятник Марку Шагалу на ул. Покровской (скульптор А. Гвоздиков)

Музе́й Ма́рка Шага́ла — музейный комплекс в Витебске (Беларусь).

## Состав Музея Марка Шагала
- Арт-центр Марка Шагала (ул. Путна, 2) был создан в 1992 году[1]. Здесь проводятся выставки графических работ Марка Шагала (литографии, ксилографии, офорты, акватинты). В коллекции арт-центра имеются серия иллюстраций к поэме Николая Гоголя «Мёртвые души» (1923—1925), серии цветных литографий на тему «Библия», созданные в 1956 и 1960 годах, цикл цветных литографий «12 колен Израиля» (1960) и другие работы художника.
- Мемориальный дом-музей Марка Шагала (ул. Покровская, 11). Это здание в начале 1900-х годов построил отец художника, и Марк Шагал провёл здесь свои юношеские годы, о чём позже написал в автобиографической книге «Моя жизнь». Мемориальный дом-музей был открыт здесь в 1997 году. В нём представлены предметы быта рубежа XIX—XX веков, а также копии архивных документов и работ художника, рассказывающие о годах жизни Марка Шагала и семьи его родителей в Витебске.

## Руководство Музея
- Ирина Сергеевна Воронова

## Цитаты
Александра Шатских (2000):

Что же касается Дома-музея, то думаю, что восстановить его на период жизни в нём шагаловской семьи просто невозможно. Когда я впервые всё увидела в готовом виде, впечатление новодела было очень сильное. И даже не из-за самого дома, который приведён в такой порядок, что семейство Шагалов безумно радовалось бы, если бы при их жизни там дом так отремонтировали. В нём есть какая-то совершенно неистребимая музейность, декорация. Хотя я считаю, что Витебск шёл по органичному пути: сделать так, как это было при Шагале, невозможно, поэтому надо было, поняв всё, что было вокруг и внутри дома, реконструировать это на уровень технических возможностей 1997 года. Это и сделали. Мне очень нравится, что во дворе дома в 1998 году велись археологические раскопки — в этом есть удивительное дыхание подлинности, что-то очень волнующее. А все остальные вещи — к ним можно относиться по-разному. Получилось, что двор теперь — место для проведения каких-то общественных мероприятий. Но что делать? Альтернатив нет.